# 学校法人関西金光学園
学校法人関西金光学園（がっこうほうじんかんさいこんこうがくえん、英: Kansai Konko Gakuen）は、大阪府にある学校法人である。

## 概要
全国の金光教の教会と信奉者の願いを受けて設立された。2023年4月現在、大学1校と高校3校（うち中学併設2校）を設置している。

## 設置校
- 関西福祉大学
- 金光藤蔭高等学校
- 金光大阪中学校・高等学校
- 金光八尾中学校・高等学校

## 沿革
主な出典：
- 1926年2月 - 大阪市天王寺区小橋西之町に私立静徳高等女学校を創立[3]。
- 1927年3月 - 大阪市生野区大友町2丁目150番地に移転[3]。
- 1931年3月 - 学校名を浪花高等女学校と改称[3]。
- 1932年6月 - 財団法人浪花高等女学校を設立（設立者変更及び校名変更の認可日：同年6月29日[4]、主たる事務所の所在地：大阪市東成区大友町75の12[5]）。
- 1948年4月 - 進修高等女学校[注釈 1]、大軌高等女学校[注釈 2]、浪花高等女学校を合併し、浪花女子高等学校と改称し、大阪の金光教関係者によって経営されることとなる[3]。
- 1950年4月 - 財団法人浪花高等女学校を財団法人浪花金光学園と改称。
- 1951年3月 - 私立学校法（昭和24年制定）により財団法人浪花金光学園を学校法人浪花金光学園に組織変更。
- 1982年4月 - 金光第一高等学校設置。
- 1985年4月 - 金光第一高等学校八尾学舎（分校）設置。
- 1985年4月 - 金光八尾中学校を設置。
- 1987年4月 - 金光八尾高等学校を設置（分校を独立校にする）。
- 1988年2月 - 浪花女子中学校廃止。
- 1988年4月 - 大阪金光中学校設置。
- 1994年6月 - 学校法人関西金光学園と改称。
- 1996年12月 - 関西福祉大学（社会福祉学部）設置認可。
- 1997年4月 - 関西福祉大学開学。
- 1999年4月 - 金光第一高等学校を金光大阪高等学校に、浪花女子高等学校を金光藤蔭高等学校に、大阪金光中学校を金光大阪中学校にそれぞれ改称。
- 2000年4月 - 金光藤蔭高等学校の全日制課程商業科を廃止。
- 2006年4月 - 関西福祉大学に看護学部を設置。
- 2008年4月 - 関西福祉大学社会福祉学部社会福祉学科に社会福祉専攻と子ども福祉専攻を設置。
- 2009年4月 - 関西福祉大学大学院社会福祉学研究科（修士課程）社会福祉学専攻を設置。
- 2012年4月 - 関西福祉大学大学院看護学研究科（修士課程）看護学専攻を設置。
- 2012年4月 - 金光藤蔭高等学校の名称を関西福祉大学金光藤蔭高等学校に変更。
- 2019年4月 - 関西福祉大学金光藤蔭高等学校の名称を金光藤蔭高等学校に変更。

## 所在地
〒569-8575 大阪府高槻市東上牧1丁目3番1号